# Kennett Square
Kennett Square es un borough ubicado en el condado de Chester en el estado estadounidense de Pensilvania. En el año 2000 tenía una población de 5273 habitantes y una densidad poblacional de 1801,7 personas por km².

## Geografía
Kennett Square se encuentra ubicado en las coordenadas 39°50′39″N 75°42′38″O / 39.84417, -75.71056.

## Demografía
Según la Oficina del Censo en 2000 los ingresos medios por hogar en la localidad eran de $46 523 y los ingresos medios por familia eran $54 948  Los hombres tenían unos ingresos medios de $35 978 frente a los $27 246 para las mujeres. La renta per cápita para la localidad era de $22 292. Alrededor del 9% de la población estaba por debajo del umbral de pobreza.